# Wuppertaler Dichterkreis

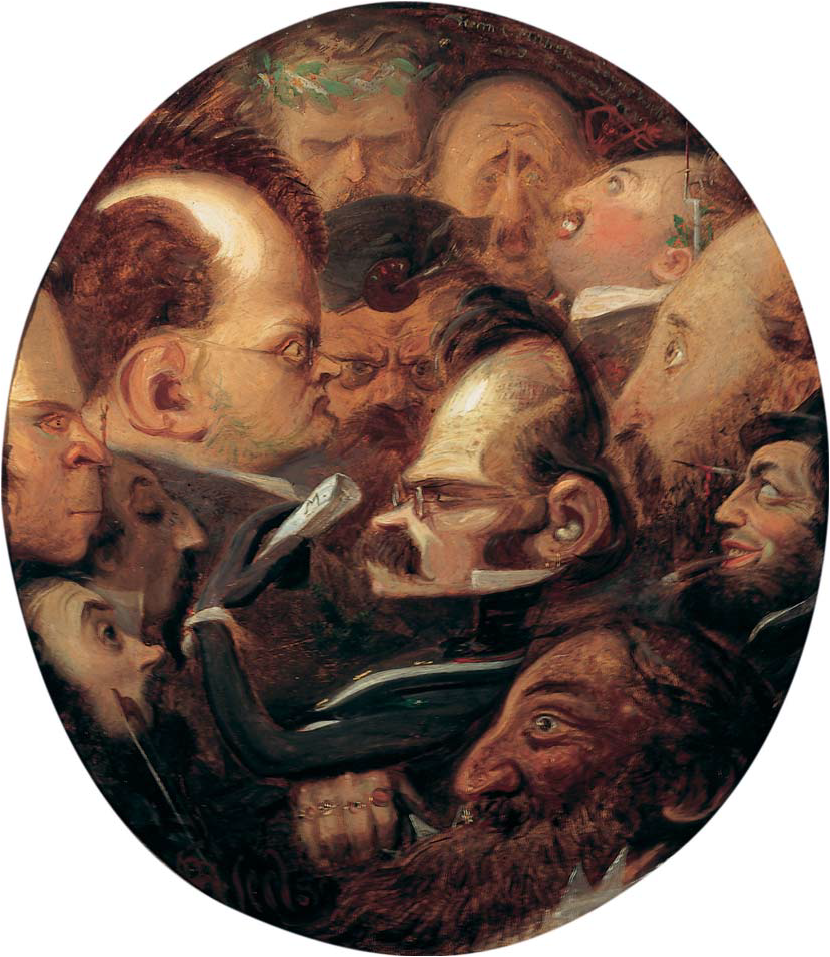
Johann Richard Seel: Bildniskarikaturen, u. a. Carl Siebel, Emil Rittershaus und Carl Michels (1859)

Der Wuppertaler Dichterkreis, auch als Wupperbund oder Wuppertaler Poeten bekannt, bestand im 19. Jahrhundert aus sieben Dichtern. Sie hatten sich in den 1850er Jahren zu einem Dichterkreis zusammengefunden. Darunter waren die Kaufleute Reinhart Neuhaus, Emil Rittershaus, Friedrich Roeber, Adolf Schults, Carl Siebel, Karl Stelter und der Buchhändler Hugo Oelbermann.

## Der Wupperbund der 1970er
Zu Beginn der 1970er Jahre wurde in der Wuppertaler Volkshochschule eine Literaturwerkstatt gegründet, die in regionaler Presse mit dem „Wupperbund“ von Schriftstellern aus dem Wuppertal Mitte des 19. Jahrhunderts in Vergleich gebracht wurde. Diese neue „Literaturwerkstatt“ beteiligte sich 1970 in Köln an der Gründung des bundesweit sich konstituierenden „Werkkreises Literatur der Arbeitswelt“ und hatte diesen dann im Rahmen des interkommunalen Festivals „URBS '71“ zu einer großen Zusammenkunft seiner Mitglieds-„Werkstätten“ in Wuppertal-Vohwinkel zu Gast.